# Jombang (regência)
A Regência de Jombang (em indonésio: Kabupaten Jombang; Djombang na grafia antiga) é uma subdivisão (kabupaten) da província de Java Oriental, Indonésia. Tem 1 159,1 km² de área e em 2010 tinha 1 202 407 habitantes (densidade: 1 037,4 hab./km²). A sua capital é a cidade de Jombang.